# 四川大剧院

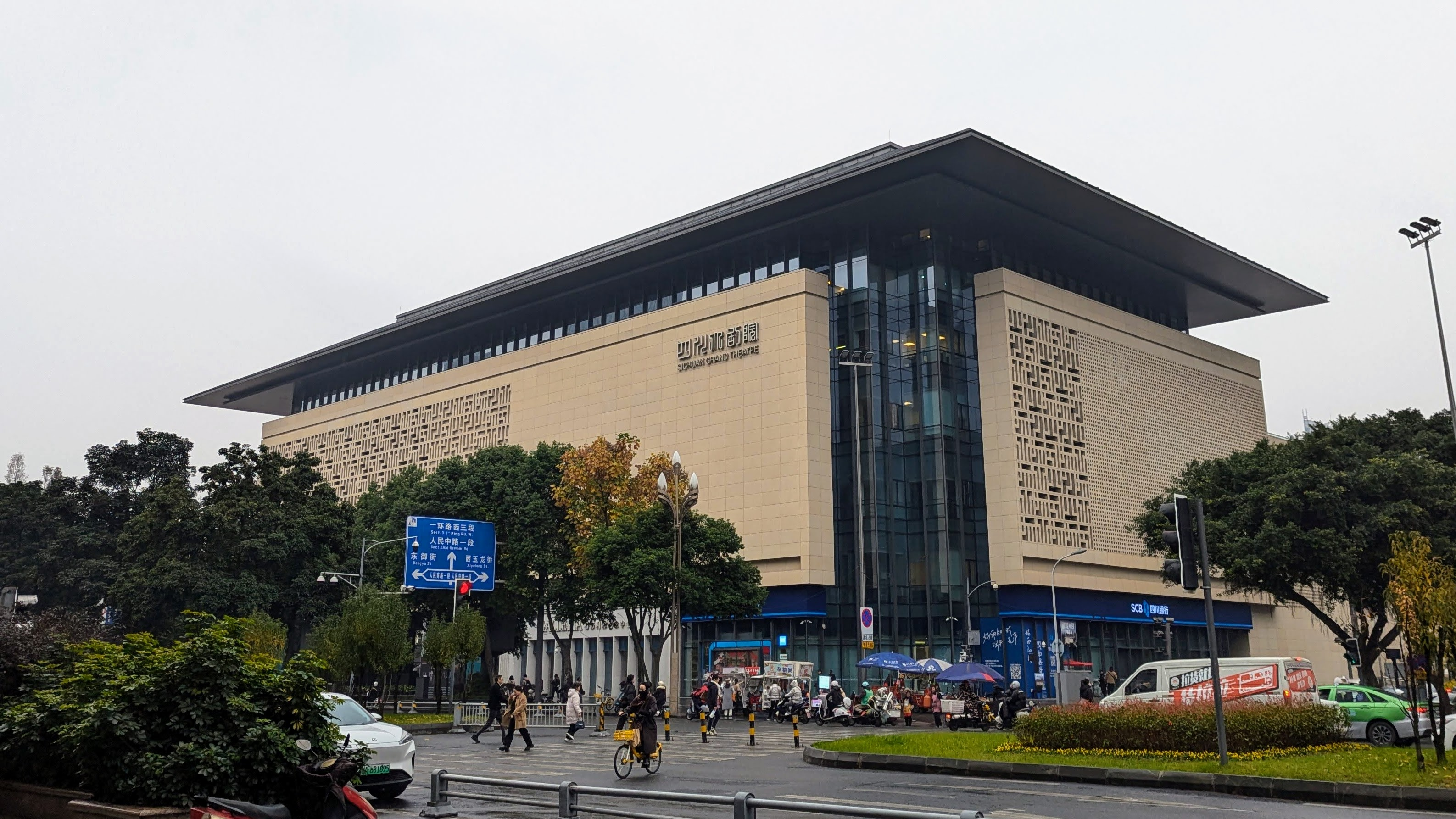
四川大剧院

四川大剧院是位于中华人民共和国四川省成都市的一座大型综合剧院建筑，是成都市中心天府广场公共文化建筑群的一部分。四川大剧院总建筑面积59000平方米，包含一个1600座大剧场、一个450座小剧场和一个7厅影院，以及附属的休憩、商业、设备、停车空间。剧院于2019年落成后，取代了服役32年的锦城艺术宫，成为了成都市乃至四川省最专业的剧场。

## 历史
1987年建成的锦城艺术宫因彼时结构、资金的限制，在进入21世纪后已经无法满足成都市民日益增长的文化观演需求，甚至存在较大的消防隐患。因此，成都市决定在对天府广场周边“城市文化客厅”的整体打造中将锦城艺术宫搬迁至天府广场南侧原电信钟楼处，名称亦更改为四川大剧院。2010年，电信钟楼开始拆除。2012年4月，四川大剧院开始征集设计方案并最终募得六套设计稿。根据初步设计，四川大剧院建筑面积约6万平米，带有一大一小两个剧场以及一座电影院。最后，以汉代宫殿和银杏叶为设计灵感的两个方案入围，并最终选择中建西南院设计的汉代宫阙方案作为实施方案。
2012年8月，成都文物考古研究所对四川大剧院工地开展考古发掘工作。同年12月16日，于此处发掘出一只重达8.5吨、被认为是李冰治水所制的石犀。剧院建设工作随即暂缓并开始深化方案，而石犀则随后经过修复被转交成都博物馆。2014年，经修改后的四川大剧院方案获得通过，地下由三层增加为四层，便于直接在地下连接天府广场地铁站。
2016年，四川大剧院取得施工许可证，并在同年11月9日土建开工。2018年4月2日，四川大剧院主体结构实现封顶并随即转入内外钢结构和室内装修工程。2019年8月，四川大剧院圆满竣工，并在8月8日展开首演，正式向公众开放。在此之前的8月3日，锦城艺术宫完成谢幕演出并被关闭拆除。自此，锦城艺术宫整体搬迁入四川大剧院内。

## 设计
四川大剧院由中国建筑西南设计研究院设计，占地17亩，建筑面积5.9万平方米，主体地上三层、地下四层，包括一个1601座大型剧场、一个450座小型剧场、一个7厅共计900座的影院，以及多功能厅、展览厅、商业空间、381车位的地下停车场等设施。大剧院“蜀风雅韵”的风格、矩形的体量和黄色混凝土砌块立面与天府广场周边其他建筑取得了和谐统一的观感，其自身也同样在有限的经费和空间要求下做到了紧凑集约的空间布置和对锦城艺术宫历史精神的传承呼应。

### 外观设计
四川大剧院整体设计风格为“蜀风雅韵”，灵感来自汉代的大型宫殿建筑。由于地处天府广场南侧，与四川省图书馆东西并峙在成都南北中轴线两侧形成对称，四川大剧院选择了与四川省图书馆相近的矩形体量、深色坡屋顶、土陶色实体立面的形象特征。大剧院在设计细节上则充分借鉴传统建筑，形成大挑檐、三段式的古典构图。建筑立面上部分采取镂空设计，并以篆体的“四川大剧院”为镂空图案，形成整座建筑在街道界面上的视觉焦点，同时为室内空间营造柔和而富有变化的自然采光。缓坡屋顶采用彩釉玻璃敷设，既能在夏日阻绝过分强烈的日光，也能在夜间使室内光线自然流出，形成钻石般晶莹剔透的视觉效果。

### 空间布局
为了在11198.27平方米的项目基地内容纳下多元复合文化空间，四川大剧院在垂直方向上对不同空间进行了叠加。入口1层为架空广场暨门厅，二层为1601座大型剧场，其上方为450座小型剧场，这样双剧场纵向叠加的设计在中国内地为首次采用。地下一层则设置大型影院，其下方继续布置多层地下停车场和地下连廊。为了将两个大跨度空间纵向重叠布置，剧场在池座两侧设置跨度达到35米的承重斜梁，并采用跨度17.5米的空间斜钢网格屋顶，从而保障了立体演出空间的体验。除了剧场，大剧院也在周围设置商业、展览等空间以满足多元业态复合经营需求，同时在1楼设置7米高、1000平米的架空城市广场，既合理利用池座下方的大块空间，也打破剧院相对封闭的形态而向公众开放。

### 声学设计
四川大剧院声学咨询由马歇尔戴声学股份有限公司提供，隔声与噪声振动控制设计则由清华大学提供。整座建筑采用浮筑楼板、浮筑墙面和弹性吊顶等技术，使得空气隔声量超过七十分贝，获得了良好的声学效果。大剧场采用两层看台设计，观众席顺应建筑结构采用大开口、缓坡道的设计，使得二层观众视线较一般剧院设计更低，改善了视觉和听觉体验，亦降低了大剧场所需空间高度。

### 公共艺术
为了致敬对于成都市民具有非凡历史和情感价值的锦城艺术宫，四川大剧院对于前者的公共艺术装置进行了大量保留。时任四川美术学院教授的江碧波创作的、原本贴于锦城艺术宫外墙的17幅红色花岗岩金箔壁画《华夏蹈迹》被完整保留，并迁移到四川大剧院一楼入口大厅的各个重要节点处，继续展示着从远古时代开始舞蹈的起源和变迁、以及西南地区民族舞蹈的丰富多彩；时四川美术学院院长叶毓山教授创作的大型雕塑《蹈》也被迁入四川大剧院。

## 运营
四川大剧院仍然由四川省锦城艺术宫团队运营，2019年8月9日，其以话剧《永不消逝的电波》正式启幕，在之后长达四个月的开幕演出季中，意大利歌剧《图兰朵》、百老汇音乐剧《芝加哥》、以及音乐会、京剧、默剧等表演纷纷呈现。2020年因新冠肺炎疫情影响，四川大剧院暂停演艺活动，直到8月13日，以抗疫题材音乐剧《遍地英雄》正式复工。

## 轶闻
四川大剧院总设计人周勇为锦城艺术宫设计师周红波之子。